# Linia kolejowa Tábor – Horní Cerekev
Linia kolejowa Tábor – Horní Cerekev (Linia kolejowa nr 224 (Czechy)) – jednotorowa, regionalna i niezelektryfikowana linia kolejowa w Czechach. Łączy Tabor i Horní Cerekev. Przebiega przez terytorium kraju południowoczeskiego i kraju Wysoczyna.